# Blueberry River (Beatton River)
Der Blueberry River ist ein etwa 120 km langer rechter Nebenfluss des Beatton River im Einzugsgebiet des Peace River im Nordosten der kanadischen Provinz British Columbia.

## Flusslauf
Der Blueberry River entspringt in den Vorbergen der Kanadischen Rocky Mountains, 110 km nordwestlich von Fort St. John. Das Quellgebiet liegt auf einer Höhe von 1000 m in unmittelbarer Nähe zum British Columbia Highway 97 (Alaska Highway). Der Fluss fließt anfangs nach Südosten, später in ostnordöstlicher Richtung. Der Aitken Creek, der bedeutendste Nebenfluss, trifft 45 km oberhalb der Mündung von Norden kommend auf den Blueberry River. Dessen Mündung  in den Beatton River liegt 55 km nördlich von Fort St. John. Der Blueberry River weist entlang seinem gesamten Flusslauf ein stark mäandrierendes Verhalten auf. Das Indianerreservat Blueberry River 205 liegt etwa 30 km oberhalb der Mündung am Flusslauf.

## Hydrologie
Der Blueberry River entwässert ein Areal von ca. 2900 km². Am Pegel unterhalb der Einmündung des Aitken Creek, etwa 45 km oberhalb der Mündung, beträgt der mittlere Abfluss 5,35 m³/s. Im Mai, während der Schneeschmelze, führt der Blueberry River gewöhnlich die größte Wassermenge. Der mittlere monatliche Abfluss im Juni beträgt am Pegel 21,2 m³/s.